# Asim Khan
Muhammad Asim Khan (* 29. Oktober 1996 in Lahore) ist ein pakistanischer Squashspieler.

## Karriere
Asim Khan begann seine Karriere im Jahr 2014 und gewann bislang elf Titel auf der PSA World Tour. Seine höchste Platzierung in der Weltrangliste erreichte er mit Rang 53 am 24. Oktober 2022. Mit der pakistanischen Nationalmannschaft nahm er 2017 und 2024 an der Weltmeisterschaft teil und wurde mit ihr 2018 Vizeasienmeister. Bei den Asienspielen 2018 gewann er mit der Mannschaft die Bronzemedaille. Bei den 2023 ausgetragenen Asienspielen 2022 in Hangzhou sicherte er sich mit der Mannschaft Silber. Im Einzel schied er im Achtelfinale aus.

## Erfolge
- Vizeasienmeister mit der Mannschaft: 2018
- Gewonnene PSA-Titel: 11
- Asienspiele: 1 × Silber (Mannschaft 2022), 1 × Bronze (Mannschaft 2018)